# David Mountbatten, 3. markis af Milford Haven
David Michael Mountbatten, 3. markis af Milford Haven OBE DSC (født 12. maj 1919 i London, død 14. april 1970 i London), kendt som jarl af Medina i 1921–1938 og som vicegreve Alderney i 1919–1921, var en britisk aristokrat. Han var fætter til den britiske prinsgemal Philip Mountbatten, prins af Grækenland og Danmark.

## I familie med kongehuset
David Mountbatten var tiptipoldesøn af dronning Victoria af Storbritannien, og han var fætter til den britiske prinsgemal Philip Mountbatten, prins af Grækenland og Danmark.
David Mountbatten var en nær ven med sin fætter prins Philip. I 1947 var David Mountbatten forlover ved prins Philips bryllup med prinsesse Elizabeth (dronning fra 1952).
David Mountbatten havde en (teoretisk) arveret til den britiske trone. I arvefølgen var han placeret efter kejserinde Victoria af Tysklands efterkommere (kejserinde Victoria var Victoria af Storbritanniens ældste datter). I arvefølgen var David Mountbatten placeret lige før sine egne efterkommere.

## Forældre og søster
David Mountbatten var søn af George Mountbatten, 2. markis af Milford Haven (1892–1938) og den russisk–tysk–luxemburgske grevinde Nadejda Nada Mikhailovna de Torby (1898–1963).
David Mountbatten var lillebror til lady Tatiana Elizabeth Mountbatten (1917–1988), der døde ugift.
Grevinde Nadejda de Torby var efterkommer af kejser Nikolaj 1. af Rusland, kong Frederik Vilhelm 3. af Preussen, storhertug Leopold af Baden, kong Gustav 4. Adolf af Sverige, kong Frederik 1. af Württemberg og hertug Vilhelm 1. af Nassau ( Nadejdas oldefar).
Da Nadejdas mor (grevinde Sophie) var født i et morganatisk ægteskab, kunne hun ikke blive prinsesse. I stedet udnævnte storhertug Adolf 1. af Luxembourg hende til grevinde Sophie de Torby (1868–1927). Sophies børn blev kendte som greven og grevinderne de Torby.
Storhertug Adolf var farbror til grevinde Sophie, og han havde tidligere været hertug i Nassau. Grevinde Sophie var kusine til Oscar Bernadotte, der i 1892 fik tildelt titlen Greve af Wisborg af sin morbror Adolf 1. af Luxembourg.

## Slægten Milford Haven
David Mountbatten tilhørte Milford Haven-grenen af  Huset Battenberg.
Han er søn af George Mountbatten, 2. markis af Milford Haven (1892–1938) og sønnesøn af prins Louis af Battenberg (1854–1921), der i 1917 blev den første markis af Milford Haven.
På opfordring af sin senere svigermor gik den dengang 14-årige Louis af Battenberg ind i den britiske flåde i 1868. Han var First Sea Lord i 1912–1914. Kort tid før sin død i 1921 fik han ærestitlen Admiral of the fleet.
Louis af Battenberg var ven med prinsen af Wales (den senere kong Edward 7.).
Louis af Battenberg giftede sig med Viktoria af Hessen og ved Rhinen (1853–1950), der var datterdatter af dronning Victoria af Storbritannien. De fik fire børn:
- Alice af Battenberg (1885–1969), der blev mor til prins Philip, hertug af Edinburgh og svigermor til dronning Elizabeth 2. af Storbritannien.
- Louise Mountbatten (1889–1965), der var Sveriges dronning i 1950–1965.
- George Mountbatten, 2. markis af Milford Haven (1892–1938).
- Louis Mountbatten, 1. jarl Mountbatten af Burma (1900–1979), der grundlagde Mountbatten af Burma-grenen af Huset Battenberg.

## Familie
David Mountbatten var gift to gange.
Fra 1950 til 1954 var han gift med Romaine Dahlgren Pierce (1923–1975). Hun var oldedatter af den svensk–amerikanske kontreadmiral (Rear admiral) John A. Dahlgren (1809–1870), der deltog i den amerikanske borgerkrig på Nordstaternes side. John A. Dahlgrens bror kæmpede derimod for Sydstaterne. 
Romaine Pierce og David Mountbatten fik ingen børn.
Fra 1960 til 1970 var han gift med den peruansk–britiske Janet Mercedes Bryce (født 1937). Hun er en slægtning til Manuel Candamo (1841–1904), der var Perus præsident to gange. Parret fik to sønner:
- George Mountbatten, 4. markis af Milford Haven (født 1961)
- Lord Ivar Mountbatten (født 1963)

## Titler
- 12. maj 1919 – 11. september 1921: Vicegreve Alderney
- 11. september 1921 – 8. april 1938: Jarl af Medina
- 8. april 1938 – 14 April 1970: Den mest ærede Markissen af Milford Haven